# 1989 a légi közlekedésben
Ez a lista az 1989-es év légi közlekedéssel kapcsolatos eseményeit tartalmazza.

## Események

### Január
- január 8. - British Midland légitársaság 092-es számú Londonból Belfastba tartó járata (Boeing 737-400-as típusú gép) lezuhan Kegworth-i autópálya környékén. A fedélzeten tartózkodó 126 emberből 47-en vesztik életüket. A baleset oka: hajtómű hiba, illetve a pilóták nem megfelelő kiképzése ilyen helyzetre.[1]

### Február
- február 23. – Constance-tó. Egy Commander AC-90 típusú repülőgép lezuhant. 11 fő életét vesztette a balesetben.[2]
- február 24. – A United Airlines 811-es járata, egy Boeing 747-122-es típusú gép robbanásos dekompressziót szenved el a Csendes-óceán felett. A repülő kényszerleszállást hajt végre Honolului nemzetközi repülőtéren, a szerencsétlenségnek 9 halálos áldozata van.[3]

### Március
- március 10. - Az Air Ontario 1363-as járata nem sokkal a felszállás lezuhant az Ontario-i repülőtér közelében. A katasztrófát amelyben 23 ember életét vesztette, és további 45-en megsérültek műszaki hiba okozta.[4]

### Június
- június 7. – Paramaribo. A Surinam Airways légitársaság 764-es számú járata, lajstromjele: N1809E, egy McDonnell Douglas DC–8–62 típusú utasszállító repülőgép pilótahiba és egyéb repüléstechnikai okok miatt lezuhan. A gépen 187 utas és 9 fő személyzet van a baleset idején. Közülük 176-an életüket vesztik és 11 fő súlyos sérüléseket szenved.[5]

### Július
- július 4. – A Szovjet Légierő egyik Mikoyan-Gurevich MiG-23M típusú vadászgépe egy lakóházba csapódott a belgiumi Kortrijkben, miután kifogyott az üzemanyag a tartályából. (A gép pilótája még Lengyelország felett katapultált. A gép ezt követően még 900 kilométert tett meg. A lakóházban egy fő életét vesztette.)[6][7]
- július 19. - Az eredetileg Denverből Chicagóba tartó United Airlines 232-es járat a levegőben súlyosan meghibásodott. A pilóták megakadályozták, hogy a gép lezuhanjon de a kényszerleszállás során már nem tudták megmenteni a gépen. Összesen 112-en veszitek életüket a 296 gépen tartózkodó ember közül.[8]

### Szeptember
- szeptember 8. – A Partair légitársaság 394-es járata, egy Convair CV-580-as típusú repülőgép a gép rossz műszaki állapota, meghibásodása és az irányítás elvesztése miatt lezuhan a dán Hirtshalstól 18 km-re északra. (A gépen tartózkodó 50 utas és 5 fő személyzet minden tagja életét veszti.)[9][10]
- szeptember 19. – Tenere sivatag, Bilma közelében. Az Union des Transports Aériens (UTA) légitársaság 772-es járata, egy McDonnell Douglas DC-10-30 típusú utasszállító repülőgép terrortámadás miatt lezuhant. Az áldozatok között volt a gép 14 fős személyzete és 156 főnyi utasa.[11]

### December
- december 15. – A KLM 867-es járata, egy Boeing 747–400 típusú gép hamufelhőbe repül az alaszkai Anchorage-i nemzetközi repülőtér megközelítése közben, aminek következtében mind a négy hajtóműve leáll. A pilótáknak végül sikerül újraindítani a hajtóműveket, és sikeresen leszállnak Anchorage-ben.[12]

## Első felszállások

### Január
- január 2. – Tu–204

### Július
- július 17. – B–2 Spirit